# Плошув
Плошув (пол. Płoszów) — село в Польщі, у гміні Радомсько Радомщанського повіту Лодзинського воєводства.
Населення — 653 особи (2011).
У 1975-1998 роках село належало до Пйотрковського воєводства.

## Демографія
Демографічна структура станом на 31 березня 2011 року:
|          | Загалом | Допрацездатний вік | Працездатний вік | Постпрацездатний вік |
| -------- | ------- | ------------------ | ---------------- | -------------------- |
| Чоловіки | 328     | 70                 | 226              | 32                   |
| Жінки    | 325     | 63                 | 183              | 79                   |
| Разом    | 653     | 133                | 409              | 111                  |